# ناشر (اسم)
ناشر هو اسم علم مذكر من أصل عربي، ومعناه هو الرجل الكثير السخاء على من حولهم وزع الخيرات على المستحقين.

## وصلات خارجية
- موسوعة السلطان قابوس لأسماء العرب